# Tea tree oil

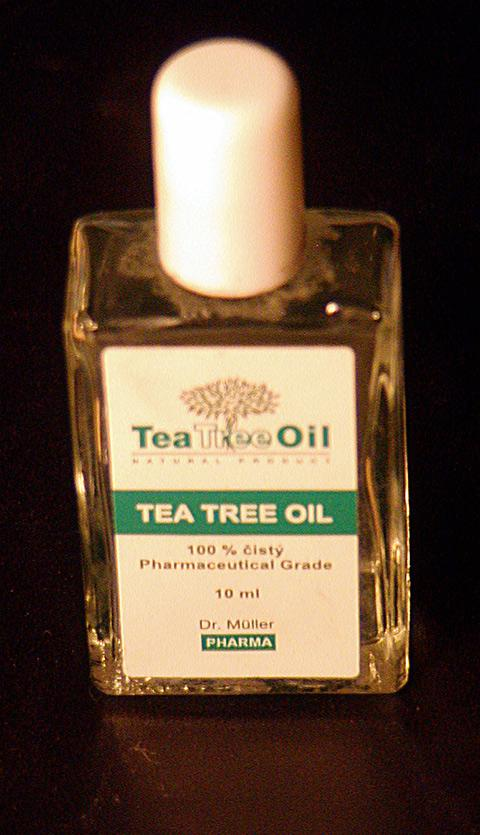
Tea Tree Oil

Tea tree oil je čirý až nažloutlý éterický olej výrazné čerstvé kafrové vůně. Získává se z listů kajeputu střídavolistého (Melaleuca alternifolia), jehož domovinou jsou pobřeží vodních toků a močálovité oblasti na severovýchodě státu Nový Jižní Wales a jihovýchodě sousedního státu Queensland v Austrálii. Olej má vynikající vlastnosti pro použití v medicíně (včetně antiseptických a antimykotických účinků) a zřejmě také výborné kosmetické vlastnosti. Tea tree oil se obvykle používá zředěný, protože na čistý olej se často objevují nežádoucí reakce (i když podráždění mohou vyvolat i nižší koncentrace).
Tea tree oil nelze zaměňovat s čajovým olejem (tea oil), sladkým jedlým olejem lisovaným ze semen čajovníku čínského (Camellia sinensis – rostlina, z níž se získává čaj) nebo olejnaté čajové rostliny Camellia oleifera, které patří do čeledi čajovníkovité, zatímco tea tree patří do čeledi myrtovité.
Tea tree oil je účinný proti zlatému stafylokoku (Staphylococcus aureus) včetně MRSA. Při používání v desetiprocentní koncentraci nebylo nikdy zjištěno, že by způsoboval rezistenci – ta však byla pozorována při nižších koncentracích.

## Historie a extrakce

Terpinen-4-ol

Původní Bundjalungští obyvatelé východní Austrálie používali "čajové stromy" jako tradiční medicínu, inhalací olejů z rozdrcených listů léčili kašel a nachlazení. Také dávali tyto listy na rány, které následně přikryli obkladem. Dále tyto listy používali i k přípravě roztoku k léčbě bolestí v krku a kožních nemocí.
Použití samotného oleje, na rozdíl od surového rostlinného materiálu, nebylo běžnou praxí až do doby, kdy výzkumník Arthur Penfold publikoval ve 20. a 30. letech 20. století první zprávu o antimikrobiálním účinku. Při zkoumání tohoto účinku oleje se tento ukázal jako jedenáctkrát silnější než u fenolu.
Komerční průmyslové využití oleje započalo po prvním zveřejnění Penfoldových zjištění ohledně lékařsky využitelných vlastnostech (20. léta 20. století). Vyráběl se z přirozeně rostoucí rostliny kajeputu střídavolistého, která dávala olej příslušného chemotypu. Materiál pro výrobu se stříhal ručně a často se destiloval na provizorních, mobilních destilačních soupravách vytápěných dřevem.

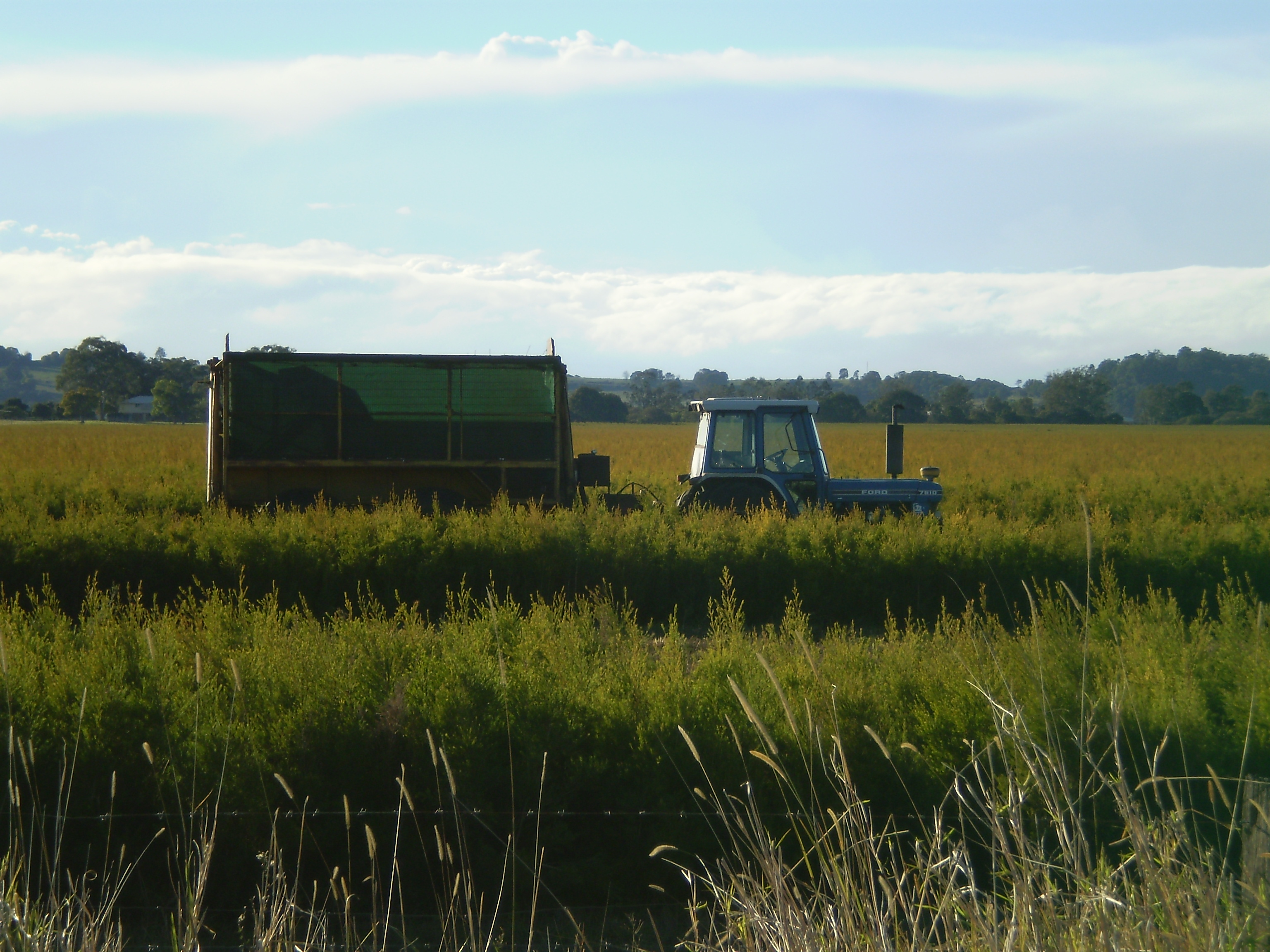
Pěstování kajeputu střídavolistého, Coraki.

Po 2. světové válce výroba poklesla, protože poptávka po oleji vymizela, zřejmě v souvislosti s vývojem účinných antibiotik a zhoršujícímu se obrazu přírodních produktů. Zájem o olej opět stoupl v 70. letech v rámci obecné renesance zájmu o přírodní produkty. V 70. a 80. letech se rozvinulo komerční pěstování, které vedlo k zavedení mechanizace a široké produkci výrobků z esenciálního oleje.
Mezi více než 98 sloučeninami obsaženými v oleji je za většinu antimikrobiálního účinku odpovědný terpinen-4-ol.
Přestože se tea tree oil normálně komerčně extrahuje z rostliny Melaleuca alternifolia, lze ho extrahovat také z rostlin Melaleuca dissitiflora a Melaleuca linariifolia. Tea tree oil je mezinárodním standardem ISO 4730 (2004) "Olej z rostlin Melaleuca, typ terpinen-4-ol", který specifikuje úroveň 15 složek, které jsou potřeba k tomu, aby byl olej označen jako "tea tree oil".

## Složení
| Sloučenina    | Koncentrace [%] tea tree oil ISO 4730 (2004) |
| ------------- | -------------------------------------------- |
| terpinen-4-ol | 30-48                                        |
| γ-terpinen    | 10–28                                        |
| α-terpinen    | 5–13                                         |
| 1,8-cineol    | 0–15                                         |
| α-terpinolen  | 1,5–5                                        |
| α-terpineol   | 1,5–8                                        |
| α-pinen       | 1–6                                          |
| p-cymen       | 0,5–8                                        |

V kvalitním Tea tree oilu by mělo být alespoň 35 % terpinen-4-olu, ale pod 3 % 1,8-cineolu, jelikož u 1,8-cineolu je podezření na alergenní reakce[zdroj?].
UPOZORNĚNÍ : norma ISO4730 byla změněna a obsah povolených látek je pozměněn. TTO musí například nyní obsahovat min.35% terpinen4-ol. Je třeba se orientovat dle ISO 4730:2017

## Použití v medicíně
Tea tree oil se v Austrálii anekdoticky považuje za silné antiseptikum již mnohem déle, než byly tyto účinky prokázány vědecky. Čerstvé studie však podporují roli oleje v péči o kůži a při léčbě různých onemocnění.
Tea tree oil je účinný proti bakterii Staphylococcus aureus (včetně MRSA), a pokud se používá v 10% koncentraci, je při aplikaci na kůži srovnatelný s mupirocinem, aniž by přitom způsoboval rezistenci. Při nižších koncentracích se však rezistence může objevit. Menší úspěšnost má při aplikaci do nosu.
Tea tree oil je známý také jako antimykotikum účinné in vitro proti řadě dermatofytů vyskytujících se na kůži. In vivo se šampon s 5 % oleje ukázal jako účinná léčba lupů, vzhledem ke schopnosti ničit organismy Malassezia furfur, nejčastějšího původce této nemoci.
Účinnost přípravků obsahujících tea tree oil, určených pro povrchové použití proti kandidóze je podporována schopností ničit in vitro organismy rodu Candida.
Při léčbě mírného akné se přípravek s 5 % tea tree oilu ukázal srovnatelný účinek jako 5% benzoylperoxid, byť nástup účinku byl pomalejší. V jiné studii z roku 2007 byl 5% gel při statisticky významných výsledcích srovnatelný s placebem.
Existují omezené výzkumy, které ukazují, že tea tree oil může mít povrchový účinek proti virům, zvláště proti herpesvirům (opar, plané neštovice, pásový opar apod.).
Jedna studie ukázala, že tea tree oil v 5% roztoku je in vitro účinnější než komerční přípravky proti svrabu.

## Použití proti blechám
Tea tree oil se již dlouho používá jako metod účinného přírodního boje proti blechám, přímou aplikací na srst psů, koní a ovcí nebo přidáváním do vody při koupeli. Použití u koček mělo za následek poškození jejich zdraví, v některých případech i smrt. To proto, že si kočky olizují srst a požívají tak olej na ní nanesený.
Podle National Animal Poison Control Center je používání oleje u psů spojováno s hypotermií, svalovou slabostí, poruchou pohybové koordinace, třesem, změnami chování a paralýzou. Byla publikována zpráva, kde měly tři kočky klinické příznaky a jedna kočka zemřela poté, co u nich byl aplikován tea tree oil.

## Bezpečnost
U malého množství lidí se vyskytuje alergická kontaktní dermatitida jako reakce na kontakt kůže s tea tree oilem. V italské studii 725 pacientů byla testována aplikace neředěného oleje a roztoků o koncentraci 1 % a 0,1 %. V případě neředěného oleje se u přibližně 6 % pacientů objevilo podráždění kůže. U 1% roztoku pozoroval dráždivou reakci pouze jediný pacient (ze 725). Roztok 0,1 % nevyvolal reakci u žádného ze 725 pacientů. Alergické reakce mohou být způsobovány různými oxidačními produkty, které vznikají při expozici oleje světlu a/nebo vzduchu.
Vnější aplikace neředěného oleje a/nebo nevhodně vysoké dávky jsou spojovány s toxickými účinky, včetně smrti, u koček a dalších zvířat.
Zpochybněná případová studie publikovaná v The New England Journal of Medicine shrnula, že "opakovaná povrchová expozice levandulovému a tea tree oleji pravděpodobně způsobila prepubertální gynekomastii" (abnormální zvětšení prsů) u tří chlapců. Studie zahrnovala jen tři osoby a jedinou společnou složkou použitou u chlapců ve studii byla levandule. Zatímco ve všech třech případech šlo o použití produktů obsahujících levandulový olej, pouze jeden chlapec užíval produkt, který obsahoval tea tree oil. Ve všech případech vymizela gynekomastie během několika měsíců.
Používání produktů obsahujících levandulový olej a tea tree oil bylo v té době přerušeno. Ve stejném listu byly publikovány výsledky zkoumání buněčné kultury, ukazující, že oba esenciální oleje vykazují in vitro slabé estrogenní a antiandrogenní vlastnosti, nebyly však prováděny žádné testy in vivo. Výzkumníci dali také najevo, že ke gynekomastii mohly přispět i jiné složky produktů, nebo že svou roli mohla hrát i genetika. Poukázali též na to, že estrogenní nebo antiandrogenní aktivita byla hlášena také pro některé další běžně používané esenciální oleje, stejně jako pro některé potraviny, například mandle nebo arašídy, aniž by byl zmíněn nějaký případ prepubertální gynekomastie.
Při použití v koncentracích pod 4 % a zejména pod 1 % může tea tree oil selhávat v ničení bakterií a vytvořit evoluční tlak, který může vést k tomu, že se bakterie stanou méně citlivé na tea tree oil a také na některé antibiotika in vitro.